# Golpe de Estado em Burquina Fasso em janeiro de 2022
Um golpe de Estado foi lançado em Burquina Fasso em 23 de janeiro de 2022; tiros ocorrem em frente à residência presidencial na capital, Uagadugu, e vários quartéis militares ao redor da cidade. Soldados teriam tomado o controle da base militar na capital. Em 24 de janeiro, os militares anunciaram na televisão que o então presidente Roch Mark Christian Kaboré havia sido deposto. Após o anúncio, os militares declararam que o parlamento, o governo e a constituição haviam sido dissolvidos, anunciaram o fechamento das fronteiras e prometeram um "retorno à ordem constitucional" dentro de um prazo "razoável". O golpe de Estado foi liderado pelo oficial militar Paul-Henri Sandaogo Damiba.

## Contexto
Após a Primeira Guerra Civil Líbia e a concomitante intervenção da OTAN em 2011, os ataques islamistas em Burkina Faso e no vizinho Mali tornaram-se mais comuns. Desde 2015, Burkina Faso luta contra o Estado Islâmico e a al-Qaeda em algumas partes do país. No entanto, os militares queixaram-se da falta de equipamento militar e logística. Isso causou descontentamento entre as fileiras militares, cujos membros criticaram a falta de esforço do governo no combate aos grupos jihadistas. O ex-analista político da CIA Michael Shurkin afirmou que o exército está "mal equipado e despreparado" para a batalha.
Roch Marc Christian Kaboré foi eleito para seu segundo mandato como presidente nas eleições gerais de 2020. O governo de Kaboré enfrentou protestos regulares devido ao manejo crise jihadista no país. Em dezembro de 2021, o primeiro-ministro Christophe Joseph Marie Dabiré foi demitido de seu cargo em meio a uma crescente crise de segurança. Em 22 de janeiro de 2022, protestos antigovernamentais eclodiram na capital. Os manifestantes estavam indignados com a incapacidade do governo de parar os ataques armados em todo o país. Vários manifestantes pediram a renúncia do presidente Kaboré.

## Golpe
Em agosto de 2021, cem membros das Forças Armadas de Burkina Faso planejavam assumir o controle do país. Alguns dos soldados disseram que o planejamento foi feito fora da capital por meio de aplicativos de mensagens como WhatsApp, Telegram e Signal. Mais cedo, o partido no poder, o Movimento do Povo para o Progresso, declarou que tanto Kaboré quanto um ministro do governo sobreviveram a uma tentativa de assassinato. Em 11 de janeiro de 2022, duas semanas antes do golpe bem-sucedido, o governo teria frustrado uma intentona golpista no país.
Em 23 de janeiro de 2022, vários tiros foram ouvidos perto da residência particular do presidente, na capital. Na manhã de segunda-feira, horário local, vários veículos da comitiva presidencial foram encontrados perfurados de balas nas proximidades da residência de Kaboré. Considerando que os militares alegaram que o golpe não foi violento, dos carros descobertos, um foi encontrado manchado de sangue. O ministro da Defesa, Bathelemy Simpore, negou os rumores de um golpe de Estado acontecendo no país e exortou a população a retornar às atividades normais após os tiroteios. No entanto, horas depois, várias estações de notícias informaram que o presidente Roch Marc Christian Kaboré havia sido detido. Kaboré teria sido detido no quartel militar da capital, enquanto seu paradeiro ou situação ainda eram desconhecidos. À tarde, os militares assumiram a sede da Radio Télévision du Burkina, emissora estatal. A sede do partido governante Movimento do Povo para o Progresso foi incendiada e saqueada por manifestantes pró-militares. Uma declaração da conta do Twitter de Roch Marc Christian Kaboré incitou o diálogo e convidou os soldados a depor as armas, mas não abordou se ele estava detido.
A NetBlocks informou que o acesso à internet foi interrompido em meio à instabilidade no país. Enquanto isso, soldados teriam cercado a emissora estatal RTB. A AFP News informou que o presidente foi preso junto com outros funcionários do governo. Dois oficiais de segurança disseram no quartel de Sangoule Lamizana na capital: "O presidente Kaboré, o chefe do parlamento Sakandé, o primeiro-ministro Zerbo e os ministros estão efetivamente nas mãos dos soldados".
No mesmo dia, os militares anunciaram na televisão que Kaboré havia sido deposto de seu cargo de presidente. Após o anúncio, os militares declararam que o parlamento, o governo e a constituição haviam sido dissolvidos. O golpe de Estado foi liderado pelo oficial militar Paul-Henri Sandaogo Damiba. O capitão militar Sidsore Kaber Ouedraogo disse que o Movimento Patriótico para a Salvaguarda e a Restauração (MPSR) "decidiu assumir suas responsabilidades perante a história". Em um comunicado, declarou que os soldados estão pondo fim à presidência de Kaboré por causa da deterioração da situação de segurança em meio ao aprofundamento da insurgência islamista e à incapacidade do presidente de administrar a crise. Também disse que os novos líderes militares trabalharão para estabelecer um calendário "aceitável para todos" para a realização de novas eleições, sem dar mais detalhes. O porta-voz da junta disse a repórteres que o golpe ocorreu "sem qualquer violência física contra os presos, que estão sendo mantidos em local seguro, com respeito à sua dignidade".